# 농비어천가
《농비어천가》는 SBS TV의 리얼리티 프로그램이다. 귀농을 꿈꾸는 도시 출신의 청장년 7명이 실제로 농촌에 내려가 자신들의 땀과 노력으로 농촌 마을에 정착하는 과정을 그린다.

## 출연자
- 홍성팀 : 최성진, 부석만, 김경수
- 양평팀 : 정광교, 지동근, 김준일, 이규형

## 지역 자체 방송 프로그램
다음 지역 자체 방송 프로그램은 저녁 6시 30분 경에 방송된다. 단 (TJB, G1은 제외)
| 프로그램                                       | 지역                 | 방송국 | 진행자         |
| ---------------------------------------------- | -------------------- | ------ | -------------- |
| 씨네포트(KNN)                                  | 광주광역시, 전라남도 | KBC    | 권해효, 류시현 |
| CJB생방송투데이                                | 충청북도             | CJB    | 김성관, 안정은 |
| 혼저옵서예                                     | 제주특별자치도       | JIBS   | 장성규, 김민경 |
| 생방송 N(엔)                                   | 부산광역시, 경상남도 | KNN    | 문근해, 이민정 |
| 촌티콤 웰컴투가오리                            | 울산광역시           | ubc    |                |
| 테마 스페셜                                    | 대구광역시, 경상북도 | TBC    |                |
| JTV현장 다시보기, JTV 이브닝 뉴스, 전북의 발견 | 전라북도             | JTV    |                |